# Маттапойзетт (Массачусетс)
Маттапойзетт (англ. Mattapoisett) — місто (англ. town) в США, в окрузі Плімут штату Массачусетс. Населення — 6508 осіб (2020).

## Демографія
Згідно з переписом 2010 року, у місті мешкало 6045 осіб у 2505 домогосподарствах у складі 1740 родин. Було 3262 помешкання
Расовий склад населення:
| - 96,1 % — білих - 0,7 % — чорних або афроамериканців - 0,6 % — азіатів - 0,1 % — корінних американців - 1,2 % — осіб інших рас |

До двох чи більше рас належало 1,2 %. Частка іспаномовних становила 0,9 % від усіх жителів.
За віковим діапазоном населення розподілялося таким чином: 20,3 % — особи молодші 18 років, 59,5 % — особи у віці 18—64 років, 20,2 % — особи у віці 65 років та старші. Медіана віку мешканця становила 47,7 року. На 100 осіб жіночої статі у місті припадало 94,9 чоловіків;  на 100 жінок у віці від 18 років та старших — 91,2 чоловіків також старших 18 років.
Середній дохід на одне домашнє господарство  становив 133 259 доларів США (медіана — 85 870), а середній дохід на одну сім'ю — 155 105 доларів (медіана — 100 583). Медіана доходів становила 73 200 доларів для чоловіків та 47 994 долари для жінок. За межею бідності перебувало 4,6 % осіб, у тому числі 3,6 % дітей у віці до 18 років та 6,1 % осіб у віці 65 років та старших.
Цивільне працевлаштоване населення становило 3214 осіб. Основні галузі зайнятості: освіта, охорона здоров'я та соціальна допомога — 35,9 %, науковці, спеціалісти, менеджери — 12,0 %, мистецтво, розваги та відпочинок — 9,1 %, роздрібна торгівля — 7,4 %.